# Parapluplant
De parapluplant (Cyperus alternifolius) is een plantensoort uit de cypergrassenfamilie. Het is een subtropische moerasplant uit Oost-Afrika en Madagaskar, alwaar de plant 2-3 m hoog kan worden. De soort is nauw verwant van de papyrusplant (Cyperus papyrus). Het komt nogal eens voor dat de parapluplant in de handel zoals bij tuincentra foutief wordt aangeboden als 'papyrus'.

## Kamerplant
Als kamerplant wordt ze ongeveer 1,5 tot 2 m hoog, hangt af van de grootte van de pot. De plant groeit uit een ondergrondse wortelstok die lange rechte ronde stengels vormt waaruit aan de top parapluvormig een krans van langwerpige spitse bladeren groeit. Als de plant goed groeit verschijnen er kleine bruine bloemen, die zaadjes vormen.
De verzorging is hetzelfde als bij de verwante papyrusplant: als moerasplant groeit de parapluplant het best in een doornat grondmengsel van gelijke volumedelen turf, klei en organische mest. Altijd goed nat houden, het liefst water in de onderschotel laten staan. Een permanent voetbad mag maar de onderkant van de stengels moet droog blijven, anders kan daar schimmelvorming en rotting optreden. Dagelijks sproeien met de plantenspuit heeft de plant ook graag.
Vermeerderen is gemakkelijk door zaaien of scheuren van de wortelkluit. Nog eenvoudiger is stekken van de bladerhoofdjes: de punten bijknippen tot er nog een kransje resteert en omgekeerd in een glas water zetten totdat er wortels verschijnen en dan oppotten.

## Tuinplant
De parapluplant kan 's zomers goed buiten staan, in terraspotten en in de oever van vijvers, alwaar ze uitbundig kan groeien bij hoge temperaturen en grote luchtvochtigheid. In het najaar moet de plant weer naar binnen want als tropische plant overleeft ze zelden de winters in België en Nederland.

## Katten

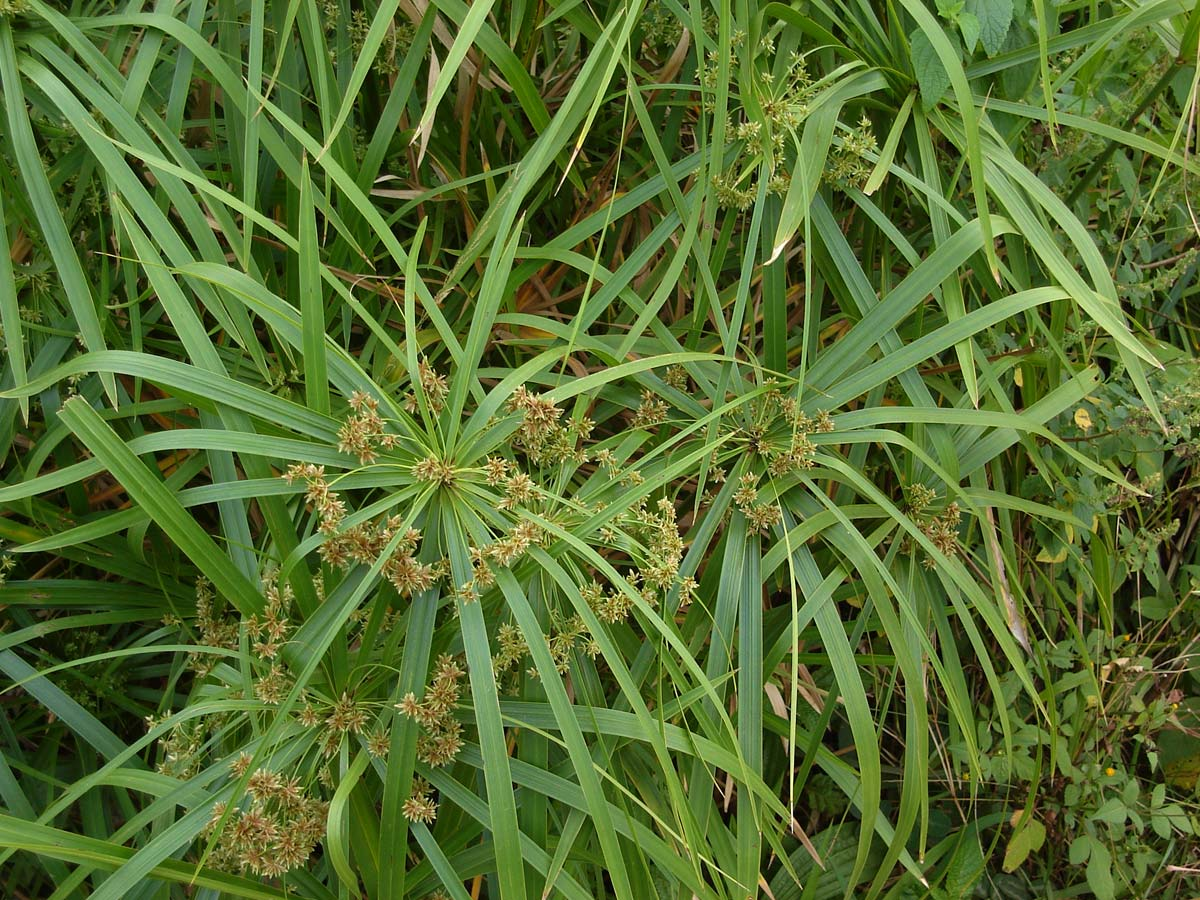
In natuurlijke omgeving met bloemetjes

Katten vinden de parapluplant onweerstaanbaar lekker en kunnen deze geheel opvreten. Het is dus zaak een kat en de plant gescheiden te houden of anders moet men vaak nieuwe planten kopen of zelf kweken.
... 
C. alternifolius (Parapluplant) · 
C. articulatus (Ronde bies) · 
C. eragrostis (Bleek cypergras) · 
C. esculentus (Knolcyperus) · 
C. flavescens (Geel cypergras) · 
C. fuscus (Bruin cypergras) · 
C. giganteus (Parasolgras) · 
C. haspan (Dwergpapyrus) · 
C. longus (Rood cypergras) · 
C. papyrus (Papyrusriet)
...